# اوغورکوی (بورچکا)
اوغورکوی (به ترکی استانبولی: Uğurköy، به گرجی: აკრია) یک منطقهٔ مسکونی در ترکیه است که در بورچکا واقع شده‌است. اوغورکوی ۲۲۷ نفر جمعیت دارد.